# Agriophara poliopepla
Agriophara poliopepla es una especie de polilla del género Agriophara, familia Depressariidae.
Fue descrita científicamente por Turner en 1897.